# Mohammad Ahmadi (Diplomat)
Mohammad Ahmadi (persisch محمد احمدی‎; * 1957 in Fal in der Provinz Fars) ist ein iranischer Diplomat, der seit 28. Januar 2016 Botschafter in Aşgabat (Turkmenistan) ist.
Er spricht Englisch und Arabisch.
1985 schloss er ein Bachelor-Studium an der Universität Schiras ab.
Seit 1993 beforschte er die Soziologie an der Islamischen Azad-Universität, wo er 2006 zum Doktor des Völkerrechts promoviert wurde. Seit 2010 doziert er an der Islamischen Azad-Universität von Karadsch.

## Werdegang
Von 1982 bis 1991 war er Gouverneur der Städte Marvdascht, Lar, Iran (Larestan) und Abadeh in der Provinz Fars.
1992 trat er in den auswärtigen Dienst und wurde bis 1995 die Abteilung Persischer Golf beschäftigt.
Von 1995 bis 1998 war er Geschäftsträger in Manama (Bahrain).
Von 1998 bis 1999 war er Gesandtschaftsrat im Verbindungsbüro des Außenministeriums mit dem Madschles.
Von 2003 bis 2005 war er Stellvertretender Gouverneur der Provinz Fars.
Von 2005 bis 2006 war er Gouverneur der Provinz Ilam.
Von 2005 bis 2007 war er außenpolitischer Berater des Innenministers.
Von 2009 bis 2014 leitete er die Abteilung Persischer Golf und Naher Osten.
Von 2014 bis 2015 war er Gouverneur der Provinz Fars.